# Melody Prochet

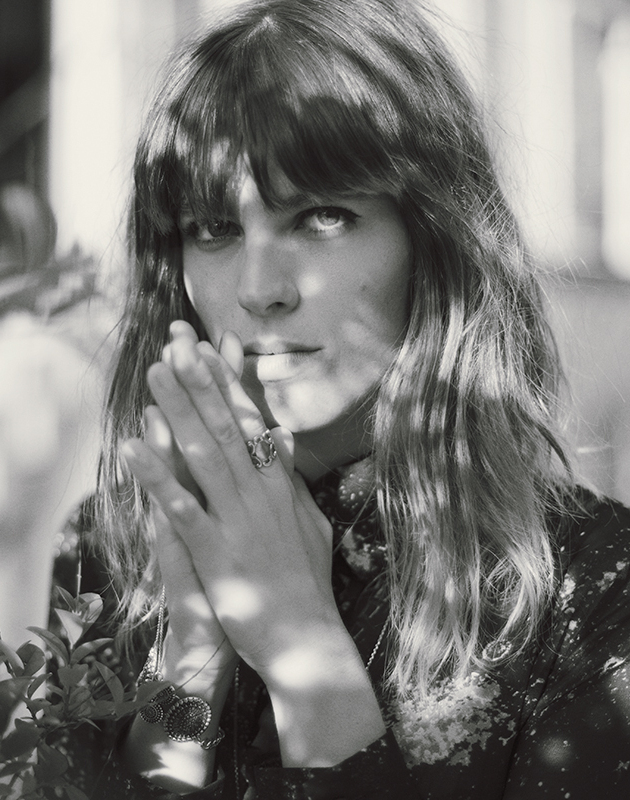
Melody Prochet (2012)

Juliana Melody Prochet (* 3. April 1987 in Aix-en-Provence) ist eine französische Indie-Musikerin. Sie ist die Frontsängerin und Songschreiberin ihres Musikprojekts Melody’s Echo Chamber. Ihr Stil wird dem Psychedelic Rock, Shoegaze und Dream-Pop zugeschrieben. Ihre Lieder singt sie auf Englisch und Französisch.  

## Biografie

### Kindheit und Jugend
Melody Prochet wuchs in Puyricard, einem ländlichen Ortsteil von Aix-en-Provence, auf. In jungen Jahren widmete sie sich vor allem der klassischen Musik. Sie spielte Violine und sang in Kammerchören. Später in ihren Teenagerjahren begann sie sich für experimentelle Indie-Musik zu interessieren, als sie mit ihrem Bruder zuhause DIY-Demos aufnahm.

### Musikkarriere
2010 veröffentlichte Prochet ihr erstes Album Hunt the Sleeper als Mitglied der Indie-Band My Bee's Garden, auf dem sie sang sowie Gitarre, Synthesizer, Tamburin und Violine spielte. Ein Jahr später nahm sie mit dem niederländischen Sänger Anton Louis Jr. unter dem Namen The Narcoleptic Dancers das Folk-Album Never Sleep auf.  
2012 folgte das gleichnamige Debütalbum ihres eigenen Musikprojekts Melody's Echo Chamber, bei dem ihr damaliger Freund Kevin Parker von Tame Impala als Produzent fungierte.

## Diskografie

### My Bee's Garden
- 2010: Hunt the Sleeper

### The Narcoleptic Dancers
- 2011: Never Sleep
- 2011: Rastakraut (Single)

### Melody's Echo Chamber
- 2012: Melody's Echo Chamber
- 2018: Bon Voyage
- 2022: Emotional Eternal
- 2022: Unfold